# 이근후
이근후(1979년 12월 19일~)는 대한민국의 배우이다.

## 학력
- 남목초등학교
- 충주중학교
- 충주대원고등학교

## 출연작

### 영화
- 《주차금지》(2025년) - 이형사 역
- 《세기말의 사랑》(2024년) - 박형사 역
- 《보이스》 (2021년) - 경찰 역
- 《자산어보》(2021년) - 진졸2 역
- 《테우리》(2020년) - 형사반장 역
- 《얼굴없는 보스: 못다한 이야기 감독판》(2020년) - 강남 커피숍 형사 역
- 《얼굴없는 보스》(2019년) - 강남 커피숍 형사 역
- 《밤의 문이 열린다》(2019년) - 전광식 역
- 《나랏말싸미》(2019년) - 스님 1 역
- 《식구》(2018년) - 성찬 역
- 《꾼》(2017년) - 정보원 역
- 《나홀로 휴가》(2016년) - 사진 동호회원 역
- 《해어화》(2016년) - 기자들 4 역
- 《검사외전》(2016년) - 재욱 호송형사 2 역
- 《더 폰》(2015년) - 택시기사 역
- 《오피스》(2015년) - 대리기사 역
- 《착한, 사람들》(2014년)
- 《좋은 친구들》(2014년) - 이 형사 역
- 《끝까지 간다》(2014년) - 정비사 역
- 《더 엑스》(2013년) - 보스수하 2 역
- 《감기》(2013년) - 경계선시민 역
- 《미들에이지 맨》(2011년)
- 《평양성》(2010년) - 남건파장수 1 역
- 《황해》(2010년) - 면가 패거리 8 역
- 《해결사》(2010년) - 상철팀 형사들 역
- 《신기전》(2008년) - 이태랑 호위무사 역
- 《님은 먼 곳에》(2008년) - 상길 찾는 사병 역
- 《좋은 놈, 나쁜 놈, 이상한 놈》(2003년) - 귀시장 패거리 역
- 《똥개》(2003년) - 철민패 역
- 《삼양동 정육점》(1999년) - 사내 3 역

### 드라마
- 《중중외상센터》(2025년, Netflix) - 헬기 기장 역
- 《기생수: 더 그레이》 (2024년, Netflix) - 종도 형 역 (목소리)
- 《D.P.시즌2》(2023년, Netflix) - 인천기도 역